# Lucie Gantim
Lucie Gantim, née le 31 décembre 2000 au Togo, est une footballeuse internationale togolaise évoluant au poste d'attaquant. Elle joue dans le club français Entente sportive des Trois Cités Poitiers (ES Poitiers) depuis 2023. 

## Biographie

### Carrière en club
Lucie joue d'abord pour son club formateur, Tempête FC, dans le championnat togolais, finissant 5e meilleure buteuse avec 10 buts. Elle poursuit sa carrière avec Gazelle du Bénin. Elle y inscrit 11 buts avant de signer un contrat dans le club français de Régional, Bouges Foot 18 en se montrant décisive face à Smoc St J de Braye.  En août 2023, elle rejoint le club ES Poitiers où  elle y joue durant les saisons 2023-2024 et 2024-2025,,.

### En sélection
En 2019, elle participe au tournoi de l’UFOA B Dames à Abidjan en Côte d'Ivoire avec les Éperviers dames.
En 2023, elle est sélectionnée parmi les Éperviers dames devant affronter le Djibouti pour les éliminatoires de la coupe d'Afrique des nations féminine 2024. 